# Journée de solidarité envers les personnes âgées et handicapées
La journée de solidarité (ou journée de solidarité envers les personnes âgées et handicapées) est en France une loi du code du travail, qui définit deux principes : d'une part une journée (par an) de sept heures de travail non rémunérée pour les seuls salariés, et d'autre part une contribution pour les employeurs.
Elle a été initiée par la loi du 30 juin 2004 relative à la solidarité pour l'autonomie des personnes âgées et handicapées votée sous l'action du gouvernement de Jean-Pierre Raffarin, 
après la canicule de l'été 2003 qui entraîna la mort d'environ 19 490 personnes. L'aménagement de cette journée de solidarité n'a pas été sans poser des problèmes d'application.

## Historique
Cette loi « Journée de solidarité » s'inspire d'un financement de la dépendance instauré en Allemagne en 1994.

## Objectif initial
Une partie des revenus de cette journée est destinée à financer les actions en faveur des personnes âgées et handicapées, notamment la prévention des risques liés à une nouvelle canicule. En pratique, les entreprises reversent une petite part de leur masse salariale brute à l'État (collectée par le biais des cotisations URSSAF). Les résultats chiffrés ou estimés obtenus prêtent à discussion. Le Premier ministre Dominique de Villepin les a jugés satisfaisants, déclarant le 1er juin 2006 que les bénéfices tirés de cette journée en matière de solidarité « n'étaient pas calculables ».

## Principe
L'employeur verse périodiquement 0,30 % de la masse salariale brute à titre de cotisation. C'est une cotisation exclusivement patronale. Les montants collectés sont reversés, par le biais des URSSAF, à une caisse qui a été constituée à cet effet : la Caisse nationale de solidarité pour l'autonomie.
En contrepartie, chaque salarié doit travailler une journée supplémentaire chaque année, à hauteur du temps journalier prévu par son contrat de travail. Le salarié fournit à son employeur cette journée de travail au lieu qu'elle soit chômée. Pour ces heures, il perd le bénéfice de la majoration correspondante pour heures supplémentaires, le repos compensateur qui s'y rapporte et l'inscription dans le contingent d'heures supplémentaires annuelles. Le bulletin de salaire ne mentionne aucune cotisation salariale.
Depuis le 1er avril 2013, les retraités assujettis à l'impôt sur le revenu participent aussi à l'effort de solidarité de manière sensiblement équivalente aux salariés via la CASA (Contribution additionnelle de solidarité pour l’autonomie) qui est un prélèvement de 0.3 % sur les retraites, les pensions d'invalidité et les allocations de préretraite,.
Les revenus du capital (0,3 % des revenus des placements et des revenus du patrimoine) y sont également soumis (à l’exception de l’épargne populaire telle que le livret A).
Les professions libérales (médecin, avocat, notaire etc.) et indépendantes (artisan, commerçant etc.) ne participent pas à cet effort de solidarité nationale,,. À ce jour, tout repose sur les salariés et sur les retraités imposables.

### Sommes obtenues par l'État
| Année | Collecte                   | Cumul    | Source                             |
| ----- | -------------------------- | -------- | ---------------------------------- |
| 2005  | 1,95 milliard d'euros (G€) | 1,95 G€  |                                    |
| 2006  | 2,09 milliards d'euros     | 4,04 G€  |                                    |
| 2007  | 2,2 milliards d'euros      | 6,24 G€  |                                    |
| 2008  | ???                        |          |                                    |
| 2009  | ???                        |          |                                    |
| 2010  | ???                        |          |                                    |
| 2011  | ???                        |          |                                    |
| 2012  | 2,39 milliards d'euros     | 18,6 G€  | [ 11 ]                             |
| 2013  | 2,47 milliards d'euros     | 21,07 G€ | calcul d'après années 2012 et 2014 |
| 2014  | 2,43 milliards d’euros     | 23,5 G€  | [ 7 ]                              |
| 2015  | 2,24 milliards d’euros     | 24 G€    | [ 12 ]                             |
| 2016  | 2,290 milliards d’euros    |          | [ 13 ]                             |
| 2017  | 2,370 milliards d’euros    |          | [ 13 ]                             |

Le taux de cotisation est constant : 1 journée sur 300 jours ouvrés par an, arrondi à 0,3 % de l'assiette totale. Par exemple pour 2014, 2,39 divisé par 0,003 donne une assiette de 810 M€. Cette assiette est le total des salaires versés dans l'année, et des revenus du capital de l'année. La date à laquelle les revenus du capital sont entrés dans l'assiette n'est pas indiquée.

## Application
En 2004, pour introduire cette journée supplémentaire de travail la loi avait prévu, par défaut et sans autre accord ou disposition prévus par la loi, de faire travailler le lundi de Pentecôte qui était jusqu'alors un jour férié et chômé. La loi de 2004 prévoyait plusieurs possibilités d'applications (extrait de la loi de 2004) : « Cet accord peut prévoir soit le travail d'un jour férié précédemment chômé autre que le 1er mai, soit le travail d'un jour de réduction du temps de travail tel que prévu à l'article L. 212-9, soit toute autre modalité permettant le travail d'un jour précédemment non travaillé en application de dispositions conventionnelles ou des modalités d'organisation des entreprises. »
Entre 2004 et 2008 le lundi de Pentecôte a été travaillé par de nombreux salariés, qui n'ont pas reçu de traitement correspondant à ce jour-là. Le lundi de Pentecôte reste un jour férié (mais non chômé) comme l'a réaffirmé le Conseil d'État le 3 mai 2005.
Depuis 2008, le lundi de Pentecôte est à nouveau un jour chômé, la journée de solidarité étant indépendante de cette date. En pratique l'employeur cotise et le salarié voit sa rémunération annuelle baisser d'une journée. Certaines entreprises compensent unilatéralement ce jour de salaire perdu par un jour de congé payé octroyé sans contrepartie. Certaines entreprises ne déduisent pas non plus cette journée du salaire fixe (indépendant du nombre d'heures effectuées dans le mois) de leurs employés, mais cette forme de salariat est très rare en France. Il est moins intéressant pour l'employé que l'entreprise lui rembourse cette perte de salaire sous forme de prime, car ces dernières sont soumises à cotisation salariale. Enfin certains salariés travaillent une journée supplémentaire, de leur choix ou imposée par l'employeur, ou perdent un jour de congé payé.

## Cas particuliers

### Cas particulier des parlementaires
Les parlementaires ne cotisent pas pour cette journée, car leur gain est une indemnité et non un traitement.

## Conséquences
Les conséquences peuvent varier d'une entreprise à l'autre, en fonction des accords négociés, et de la santé de l'entreprise. La situation n'est plus avantageuse dans le cas d'une entreprise qui ne parvient pas à vendre plus, ou d'une entreprise qui offre la journée à ses salariés.
L'existence de la journée de solidarité est fortement critiquée. Le Conseil d'État a été saisi mais il n'a pas considéré cette suppression comme illégale.
Les partenaires sociaux (syndicats et patronat) qui se mettent d'accord peuvent choisir un autre jour férié. Certaines entreprises ont décidé d'offrir cette journée à leur personnel. D'autres ont choisi de demander aux employés de travailler quelques minutes en plus chaque jour à la place du lundi de Pentecôte (c'est le cas notamment de la SNCF qui demande sept heures de travail supplémentaire sur un an, ce qui correspond mathématiquement à 1,82 minute de travail supplémentaire par jour, en fait réparties en deux fois 3 h 30).
Le lundi 16 mai 2005, le premier lundi de Pentecôte travaillé a été marqué par de nombreuses grèves. L'année suivante, la journée de solidarité a été laissée au libre choix des entreprises. Le lundi de la Pentecôte reste néanmoins suggéré : il reste supposé « férié mais non chômé » par défaut.
La mesure est une contribution des seuls salariés. Il semble que le patronat ait souhaité que le paiement de la cotisation soit l'objet d'une contrepartie. Or, quelques calculs simples montrent que le financement de cette disposition sociale est à la charge intégrale des salariés. En réalité, l'employeur ne subit aucune charge, au contraire : le fait pour chaque salarié de devoir travailler une journée supplémentaire non rémunérée chaque année permet à l'employeur de bénéficier d'une journée de production supplémentaire gratuite.
Chaque salarié devrait travailler seulement 0,53 jour (3 h 42 pour un temps plein) de plus par an pour neutraliser exactement le coût de la cotisation versée par l'employeur avec la durée du travail offert. En deçà, l'employeur serait proportionnellement mis à contribution ; au-delà (ce qui est le cas pour l'instant), il en tire bénéfice et ne contribue aucunement.
Quel que soit le taux horaire de rémunération et la durée hebdomadaire contractuelle de travail, la journée de solidarité équivaut pour le salarié à produire pour 162 % de la valeur de la cotisation à payer. Par exemple, pour un salarié payé au SMIC (1er trimestre 2010) à temps plein, la cotisation patronale annuelle à verser est 48,37 euros, alors que le salarié fournit 77,53 euros (7 heures à 8,86 euros, majorées à 25 %) en temps de travail. Même en excluant les majorations pour heures supplémentaires, le travail fourni reste toujours très largement supérieur au coût de la cotisation à verser.
Cependant, la caisse de solidarité n'en a pas connaissance et ne perçoit rien de plus que les 0,30 %. Les dépassements ci-avant sont au bénéfice exclusif de l'employeur.
Points de vue des syndicats patronaux :
- Le MEDEF est en faveur du principe la journée de solidarité à la date suggérée. En 2006, Laurence Parisot, juge « très bien » que ce lundi soit travaillé ; elle juge que l'État donne « le mauvais exemple » en fermant les écoles et les postes.
- Pour la Confédération des petites et moyennes entreprises (CGPME), le lundi de Pentecôte « créera une inégalité entre les administrations, les grandes entreprises, d'une part, et les PME/TPE, d'autre part, ces dernières se trouvant dans l'incapacité matérielle de prendre en charge le versement de ces cotisations et d'« offrir » cette journée à leurs salariés ».

Points de vue des syndicats de salariés :
- Pour la Confédération française des travailleurs chrétiens (CFTC), « un travail sans rémunération correspond à du travail obligatoire ou forcé ».
- Pour la Confédération française démocratique du travail (CFDT), « il y aura des grèves de salariés qui refusent de travailler ce jour-là. Ils ont raison de s'y opposer », a déclaré François Chérèque, car ce sont « surtout les salariés des petites entreprises et du commerce » qui vont travailler lundi, alors que, « dans beaucoup d'endroits, les grandes entreprises, les administrations ont réussi à négocier un maintien du lundi de Pentecôte ».

## Polémique
Le Conseil constitutionnel a été saisi en 2011 d'une question prioritaire de constitutionnalité pour vérifier la validité de cette mesure. Le requérant soutenait que l'égalité des citoyens devant l'impôt n'était pas respectée car les retraités et les professions libérales n'étaient pas soumis à cette journée. Le Conseil constitutionnel a rejeté ce recours et a déclaré la loi instituant la journée de solidarité conforme à la Constitution.